# Siroccopteryx
Siroccopteryx („křídlo větru Sirocco“) je rod pterodaktyloidního ptakoještěra, žijícího v období počínající pozdní křídy (věk cenoman, před 100 až 94 miliony let) na území dnešního Maroka. Byl popsán na základě přední části čelisti se zuby (dochovaný fragment horní čelisti má délku 12 cm a výšku 7 cm).

## Popis
Jednalo se o poměrně velkého ptakoještěra, který měl v rozpětí křídel asi 4 až 5 metrů. Živil se patrně především rybami a dalšími vodními obratlovci. Lovil nejspíš v blízkosti severoafrického pobřeží. Patrně však nebyl tak efektivním a výkonným letcem, jako někteří ppozdější zástupci čeledi Azhdarchidae s rozpětím křídel až přes 10 metrů. Formálně byl popsán v roce 1999.

## Zařazení
Podle některých paleontologů se jedná pouze o mladší synonymum k rodu Coloborhynchus. Každopádně se jednalo o zástupce čeledi Anhangueridae a podčeledi Tropeognathinae. Mezi vývojově nejbližší taxony k tomuto rodu patřily rody Ornithocheirus, Tropeognathus, Mythunga, Ferrodraco a Camposipterus.